# مدادماهی
مدادماهی با نام علمی Nannostomus، (از یونانی : nanos = کوچک، و لاتین stomus = مربوط به دهان)،  نام یک جنس از ماهی ها متعلق به تتراسانان و خانواده قلم ماهیان است. همه گونه‌های این جنس به عنوان ماهی مدادی یا مدادماهی شناخته می‌شوند ، نامی پرطرفدار که برای اولین بار در دهه 1920 تنها به دو گونه، Nannostomus unifasciatus و مدادماهی قهوه ای اطلاق شد، اما در اواخر دهه 1950 به همه اعضای آن جنس اطلاق شد. بسیاری از گونه ها به دلیل رنگ بندی جذاب، شکل منحصر به فرد و رفتار جالبشان تبدیل به یکی از محبوب ترین ماهی های آکواریومی شده اند.

## طبقه بندی
جنس مدادماهی اولین بار توسط آلبرت گونتر در سال ۱۸۷۲ با گونه مدادماهی طلایی ساخته شد. در سال ۱۸۷۶، فرانتز اشتاینداخنر سه گونه دیگر بنام های   مدادماهی تک خط ، مدادماهی قهوه ای (تصویر زیر) و مدادماهی سه خط (تصویر بالا) را توصیف کرد،. در سال ۱۹۰۹، کارل اچ. ایگنمن مدادماهی کوتوله و مدادماهی هریسون را توصیف کرد . از اوایل قرن بیستم همه به جز مدادماهی کوتوله به دلیل مقالات مشتاقانه ای که در مورد آنها نوشته شد و عکس های گرفته شده از آنها توسط ویلیام تی. اینس که در اوایل سال ۱۹۳۳ منتشر شد، تا حدی بین آکواریومی ها محبوب بوده اند. در طول سال‌ها، این جنس توسط نویسندگان بعدی به جنس‌های دیگری از جمله Poecilobrycon و Nannobrycon تقسیم شد . پس از نزدیک به یک قرن بحث در مورد این موضوع، دکتر استنلی اچ. ویتزمن و دکتر جی استنلی کاب طبقه بندی قبلی را بازسازی کردند و آن را گسترش دادند و در سال ۱۹۷۵ همه گونه ها را تحت عنوان مدادماهی دسته بندی کردند. تجدید نظر جامع این جنس اکنون به طور گسترده پذیرفته شده است. همچنین دکتر وایتزمن مسئول توصیف پنج گونه از گونه های اخیراً معرفی شده به اسامی: مدادماهی راه راه سبز ، مدادماهی الگانس ، مدادماهی درخشان، مدادماهی خالدار و مدادماهی آندوزی است . در حال حاضر ۱۹ گونه مدادماهی شناخته شده است که بیشتر آنها برای آکواریومی ها نیز آشنا هستند. چندین گونه ناشناس دیگر طی سال‌های اخیر وارد شده‌اند که بسیاری از آنها به‌عنوان صید جانبی با دیگر کاراسین‌های کوچک یافت می‌شوند، اما وضعیت طبقه‌بندی آنها هنوز مشخص نشده است.

## گونه ها
19 گونه در حال حاضر شناخته شده در این جنس عبارتند از:
- Nannostomus anduzei Fernández & SH Weitzman ، 1987
- مدادماهی طلایی گونتر ، 1872 (مدادماهی طلایی)
- Nannostomus bifasciatus Hoedeman ، 1954 (مداد ماهی دو خطی/سفید)
- Nannostomus britskii SH Weitzman ، 1978 (مداد ماهی خالدار)
- Nannostomus digrammus ( فاولر ، 1913) (مداد ماهی دو خطی)
- Nannostomus eques Steindachner ، 1876 (مدادماهی قهوه‌ای/دم کج)
- Nannostomus espei ( Meinken ، 1956) (مدادماهی اسپی)
- Nannostomus grandis Zarske ، 2011 [۵]
- Nannostomus harrisoni ( CH Eigenmann ، 1909) (مدادماهی هریسون یا راه راه سیاه)
- Nannostomus limatus SH Weitzman ، 1978 (مداد ماهی الگانس)
- Nannostomus marginatus CH Eigenmann ، 1909 (مدادماهی کوتوله)
- Nannostomus marilynae SH Weitzman & Cobb ، 1975 (مدادماهی مریلین یا مدادی راه راه سبز)
- Nannostomus minimus CH Eigenmann ، 1909 (مداد ماهی کوتوله)
- Nannostomus mortenthaleri Paepke & Arendt ، 2001 (مداد ماهی مرجانی-قرمز)
- Nannostomus nigrotaeniatus Zarske ، 2013 [۴]
- Nannostomus nitidus SH Weitzman ، 1978 (مداد ماهی درخشان)
- Nannostomus rubrocaudatus Zarske ، 2009
- Nannostomus trifasciatus Steindachner ، 1876 (مداد ماهی سه خط)
- Nannostomus unifasciatus Steindachner ، 1876 (مداد ماهی یک خطی)

## شرح
بیشتر گونه ها، ماهی های باریک و مدادی شکلی هستند که اندازه آنها از ۲٫۵ تا حدود ۵ سانتیمتر متغیر است. مدادماهی کوتوله، N. rubrocaudatus و مدادماهی قرمز مرجانی خطوط کوتاه و مسدود کننده‌ای دارند که یادآور ته مداد است. همه به جز یک گونه مدادماهی اسپی، دارای یک تا پنج نوار افقی سیاه یا قهوه ای با رنگین کمانی طلایی یا نقره ای هستند که پشت نوار اولیه ظاهر می شوند. اکثراً دارای های رنگهای های قرمز، نارنجی یا قهوه ای محو در باله های خود هستند و بسیاری نیز دارای رنگهایی براق در پهلوهای خود هستند. مدادماهی قرمز مرجانی و N. rubrocaudatus که اخیراً توصیف شده‌اند، رنگ‌های بسیار واضحی دارند. فقط در گونه اسپی، نوارهای افقی ضعیف هستند و با پنج لکه کاما شکل( ،، ) تیره جایگزین می شوند. این الگو در گونه های دیگر هنگام شب ظاهر میشود، اما گونه اسپی این الگو را به طور دائم و در نور روز نیز نمایش می دهد. باله چربی در برخی از گونه ها وجود دارد و در برخی دیگر وجود ندارد، در حالی که در گونه های خاصی، مثلاً در مدادماهی قهوه ای، ممکن است وجود داشته یا وجود نداشته باشد. همه به حالت افقی شنا می کنند به جز مدادماهی یک خطی و مدادماهی قهوه ای که حالتی مورب به خود می گیرند. طیفی از دودیسی جنسی در این جنس مخصوصاً در رنگ های نر، در برخی گونه ها بویژه در رنگ موجود در قسمت باله ها رخ میدهد، ولی در گونه های دیگر بسیار کمتر مشهود است. با این حال، یک شاخص قابل اعتماد از جنسیت برای اکثر گونه ها در باله مقعدی نرهای بالغ وجود دارد که همان بزرگی و کشیدگی باله مقعدی است (مانند مدادماهی قهوه ای، اسپی و غیره) و یا در برخی موارد باله مقعدی نرها رنگارنگ تر است. (مانند مدادماهی هریسون، مدادماهی کوتوله و غیره ). گونه محبوب آکواریومی، مدادماهی سه خطی ، در این زمینه استثنا است.

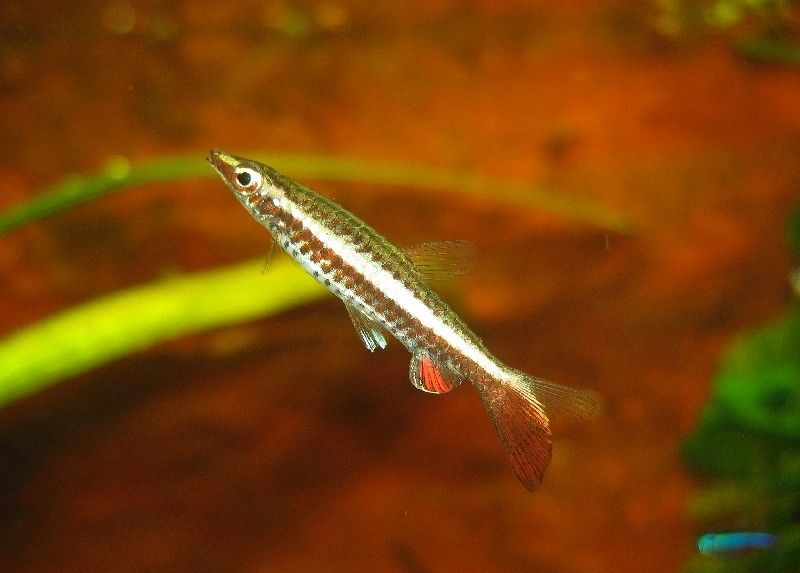
مدادماهی قهوه ای

## توزیع
این جنس در آمریکای جنوبی پراکنش وسیعی دارد، از کلمبیا، ونزوئلا و گویان در شمال، تا جنوب حوزه آمازون و بولیوی در جنوب، تا پرو در غرب و بلم، برزیل، در شرق. تعداد زیادی از گونه های منفرد دارای توزیع تقریباً به همان اندازه هستند. در نتیجه، بسیاری از گونه ها چند ریختی هستند و بسته به جمعیت، تغییرات رنگ مشخصی را نشان می دهند. در طول سال ها، برخی از این گونه های رنگی به اشتباه به عنوان گونه های جداگانه توصیف شده اند. تا به امروز، تنها دو گونه، N. beckfordi و هریسون ، به صورت تجاری برای تجارت آکواریوم در ماهیگیری، بیشتر در آسیا پرورش داده شده اند. همه گونه‌های باقی‌مانده که راه خود را به آکواریوم‌های خانگی پیدا می‌کنند، از آب‌های آمریکای جنوبی صید میشوند.

## در آکواریوم
گونه‌های Nannostomus زمانی در آکواریوم‌های خانگی رشد می‌کنند که دارای آب نرم، نسبتاً اسیدی، سطوح پایین نیترات و دمای بین ۲۲ تا ۲۸ درجه سانتی‌گراد باشند. افزودن گیاهان آبزی از جمله گونه های شناور توصیه می شود. گونه های شناور احتمال پریدن ماهی را کاهش می دهد، که یک اتفاق رایج برای برخی از گونه ها، به ویژه اسپی و یک خطی است . آنها باید حداقل در دسته های شش عددی نگهداری شوند. اگر با ماهیان دیگری در یک آکواریوم نگهداری میشوند، بهترین گونه ها، سایر مدادماهی ها، تترا های کوچک و کوریدوراس ها هستند. آکواریومی با جریان آب قوی، گونه های بزرگ یا گونه‌هایی که سریع حرکت می‌کنند، مطلقاً توصیه نمیگردد. اکثر گونه های مدادماهی اگر به تنهایی در یک آکواریوم پر از گیاهان کاشته شده با پارامترهای آب کیفیت بالا نگهداری شود، شروع تخم ریزی می کنند، تخم ها خورده نمی شوند و بچه ماهی ها در میان گیاهان شنا خواهند کردد. بچه میگوی آرتمیا و سایر غذاهای زنده یا منجمد کوچک برای رشد بچه ماهی ها و ماهی های بزرگ و بالغ مورد نیاز است. آنها همچنین از چرندگان پر و پا قرص و پرشور بیوفیلم هستند و برای اکثر گونه ها، جلبک ها جزء  رژیم غذایی اصلی هستند. در بیشتر گونه ها، نرها قلمرو کوچکی را ایجاد و از آنجا دفاع می کنند. اقدامات دفاعی آنها معمولاً بی ضرر است، اما در دو گونه مدادماهی قرمز مرجانی  و مدادماهی سه خطی، اگر فضای کافی و پوشش گیاهی فراهم نشود، رفتار پرخاش گرایانه و متضاد در مقابل همنوعان می تواند نتایج زیانباری داشته باشد. آنها زمانی که به آکواریوم عادت کردند و شرایط مناسبی برای آنها فراهم شد، بسیار مقاوم بوده و اغلب پنج سال یا بیشتر زندگی می کنند.